# Sausset-les-Pins
Sausset-les-Pins är en kommun i departementet Bouches-du-Rhône i regionen Provence-Alpes-Côte d'Azur i sydöstra Frankrike. Kommunen ligger  i kantonen Châteauneuf-Côte-Bleue som ligger i arrondissementet Istres. År 2022 hade Sausset-les-Pins 7 556 invånare.

## Befolkningsutveckling
Antalet invånare i kommunen Sausset-les-Pins
Referens:INSEE